# Els herois de Puertollano

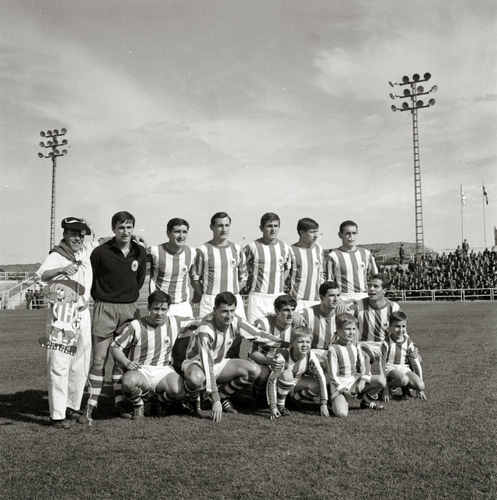
Alineació de la Real davant del Calvo Sotelo: (dempeus) Zubiarrain, Iguarán, Martínez, Gorriti, Lema, Lasa (ajupits) Urreisti, Arzak, Arregui, Arambarri i Boronat

Els herois de Puertollano (en castellà Los héroes de Puertollano) és com es coneix la plantilla de la Reial Societat que la temporada 1966-67 va aconseguir l'ascens a Primera Divisió després de cinc anys a Segona.
El nom Els herois de Puertollano prové del lloc on es va disputar l'últim partit de lliga, Puertollano, a la província de Ciudad Real, on la Real s'hi va desplaçar per enfrontar-se amb el Calvo Sotelo CF. L'equip donostiarra, entrenat per Andoni Elizondo, va aconseguir remuntar un 2-0 per empatar el partit i assegurar-se el punt que necessitava per pujar a la màxima categoria del futbol espanyol.

## Història

### Antecedents
Després del descens de la Reial Societat la temporada 1961-62, l'equip guipuscoà va passar cinc anys a la Segona Divisió. L'inesperat d'aquell descens va provocar que prop del 40% dels socis deixessin l'entitat, a més a més de la dimissió en bloc de la junta directiva. Antxon Vega de Seoane, exalcalde de Donosti, va ser l'únic que va atrevir-se a agafar el timó de l'equip. Tot i així, no va aconseguir l'ascens la Primera Temporada, i diversos entrenadors es van anar succeint al capdavant del conjunt txuri-urdin.
Finalment, la temporada 1966-67, l'escollit fou Andoni Elizondo. Un inici força dolent va condemnar a la Real a vagar per la mitja taula, però una ratxa de catorze victòries consecutives van catapultar-la fins a la primera posició. A falta d'un partit per acabar la lliga, l'equip basc només necessitava un punt per convertir-se, un altre cop, en equip de la primera divisió.

### El partit
El 23 d'abril de 1967, doncs, la Real es va jugar l'ascens davant del Calvo Sotelo CF, equip de Puertollano, que no es jugava res aquella jornada. Com que l'empat era suficient per als interessos dels visitants, semblava que seria més aviat avorrit, però les coses es van torçar per a l'equip guipuscoà quan, el minut 40, Argacha va avançar als locals al marcador. Amb aquest resultat es va arribar a la mitja part.
Tot i que el conjunt entrenat per Elizondo s'hi jugava molt més que el seu rival, al minut 50 Argacha va tornar a marcar per al Calvo Sotelo, situant el marcador en 2-0 i allunyant als donostiarres del seu objectiu. Però en lloc d'ensorrar-se, la Real va aconseguir empatar el partit gràcies als gols de Boronat, el minut 58, i del debutant Arambarri, el minut 81. Al final, el partit acabaria 2-2, motiu pel qual la Real va aconseguir tornar a la màxima categoria cinc anys després.
Aquell grup de futbolistes són els que van passar a ser coneguts com a Els herois de Puertollano.

## Jugadors

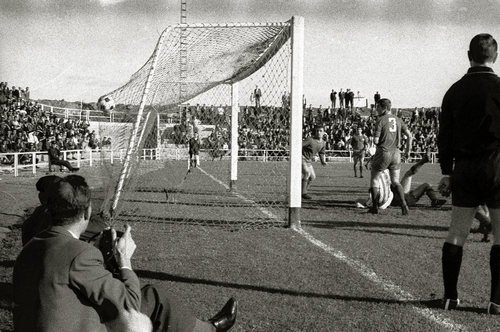
L'històric gol d'Arambarri que va valer l'ascens

A més a més dels jugadors que van disputar el partit de Puertollano, la denominació d'herois també es va ampliar als jugadors que formaven part de la plantilla de la Real aquella temporada; així, els coneguts com a herois de Puertollano. L'equip titular que va enfrontar-se amb el Calvo Sotelo fou el següent:
- Jesús María Zubiarraín
- Pello Iguaran
- José María Martínez Muguerza
- Patxi Gorriti
- José Luis Lema
- Juan Ignacio Lasa
- Dionisio Urreisti
- José Antonio Arzac
- José Miguel Arregui
- Jesús María Arambarri
- Marco Antonio Boronat

Altres jugadors d'aquella plantilla, que van contribuir en l'ascens a la primera divisió, foren:
- Agustín Aranzabal
- José Antonio Baqué
- Juan Cacho
- José Antonio Corcuera
- Raimundo Díaz
- Javier Eceiza
- José Luis Baiztegi
- Rafa Mendiluce
- Jon Sagasta
- Inaxio Urreizti
- Iñaki Usandizaga